# Yar
Der Yar ist ein Küstenfluss in Frankreich, der in der Region Bretagne verläuft. Er entspringt im Regionalen Naturpark Armorique im Gemeindegebiet von Guerlesquin westlich des Weilers Quignec, entwässert mit einigen Richtungswechseln generell in nördlicher Richtung und mündet nach rund 20 Kilometern an der Gemeindegrenze von Plestin-les-Grèves und Tréduder in der Bucht Grève de Saint-Michel in den Ärmelkanal.
Auf seinem Weg durchquert der Yar die Départements Finistère und Côtes-d’Armor.

## Orte am Fluss
(in Fließreihenfolge)
- La Gare, Gemeinde Plounérin
- Trémel
- Pen ar Guer, Gemeinde Tréduder